# Bóson de Higgs
Bóson de Higgs (português brasileiro) ou bosão de Higgs (português europeu) é uma partícula elementar bosônica prevista pelo Modelo Padrão de partículas, teoricamente surgida logo após ao Big Bang de escala maciça hipotética predita para validar o modelo padrão atual de partículas e provisoriamente confirmada em 14 de março de 2013. Representa a chave para explicar a origem da massa das outras partículas elementares. Todas as partículas conhecidas e previstas são divididas em duas classes: férmions (partículas com spin da metade de um número ímpar) e bósons (partículas com spin inteiro).
A compreensão dos fenômenos físicos que faz com que certas partículas elementares possuam massa e que haja diferença entre as forças eletromagnética (cuja interação é realizada pelos fótons) e a força fraca (cuja interação é feita pelos bósons W e Z) são críticas em muitos aspectos da estrutura da matéria microscópica e macroscópica; assim se existir, o bóson de Higgs terá um efeito enorme na compreensão do mundo em torno de nós.
O bóson de Higgs foi predito inicialmente em 1964 pelo físico britânico Peter Higgs, trabalhando as ideias de Philip Anderson. Entretanto, desde então não houve condições tecnológicas de buscar a possível existência do bóson até o funcionamento do Grande Colisor de Hádrons (LHC) em meados de 2008. A faixa energética de procura do bóson foi se estreitando e, em dezembro de 2011, limites energéticos se encontram entre as faixas de 116-130 GeV, segundo a equipe ATLAS, e entre 115 e 127 GeV de acordo com o CMS. Em 4 de julho de 2012, anunciou-se que uma partícula desconhecida e com massa entre 125 e 127 GeV/c2 foi detectada; físicos suspeitaram na época que se tratava do bóson de Higgs. Em março de 2013, provou-se que a partícula se comportava, interagia e decaía de acordo com as várias formas preditas pelo Modelo Padrão, além de provisoriamente provar-se que ela possuía paridade positiva e spin nulo, dois atributos fundamentais de um bóson de Higgs, indicando fortemente a existência da partícula.

## O modelo padrão
O Modelo Padrão foi formulado ao longo da segunda metade do século XX como forma de classificar, de maneira simples, todas as partículas fundamentais que conhecemos até hoje. Por conseguir explicar uma ampla gama de fenômenos, ele é considerado um dos mais bem-sucedidos modelos da Física. 
Atualmente há um total de 17 partículas representadas pelo modelo padrão. Para cada uma delas há também uma antipartícula, que possui mesma massa e carga oposta à sua partícula correspondente. No caso do elétron, por exemplo, há o pósitron – uma antipartícula com as mesmas propriedades do elétron, porém com carga positiva.

Partículas do Modelo padrão.

As partículas do Modelo Padrão podem ser classificadas em dois grupos: bósons e férmions. Os férmions são as partículas que constituem toda a matéria. Eles são divididos entre quarks e léptons. Há seis “sabores” de quarks: o up, o down, o charm, o strange, o top e o bottom. Os quarks são as partículas que formam os hádrons, como prótons e nêutrons, e são definidos por possuírem carga de cor. Do mesmo modo que a carga elétrica possui dois estados (positivo e negativo), a carga de cor possui três estados – vermelho, verde e azul. Para formar os hádrons, os quarks se unem de maneira que sua carga de cor total seja neutra. Isso pode ocorrer de duas diferentes formas: um quark pode se juntar a um antiquark e formar mésons, ou três quarks (ou antiquarks), cada um com uma carga de cor diferente, podem se unir para formar um bárion. Prótons, por exemplo, são bárions constituídos por dois quarks up e um quark down. Já nêutrons têm dois quarks down e um up. 
Os léptons não possuem carga de cor. Três deles, entretanto, possuem carga elétrica: o elétron – que, junto com o núcleo atômico, forma o átomo -, e seus “primos” mais pesados, o múon e o tau. Os demais léptons, por não possuírem nenhum tipo de carga, são chamados de neutrinos. Eles são o neutrino do elétron, o mais leve, o neutrino do múon e o neutrino do tau, o mais pesado.
Os bósons são as partículas responsáveis pelas interações entre os férmions. Eles são os mediadores de três das quatro forças fundamentais que conhecemos hoje – a eletromagnética, a Forte e a Fraca. A gravidade é a única força não contemplada no Modelo Padrão, e uní-la ao modelo é um dos maiores desafios da Física atual.

## O problema da massa dos bósons de calibre
Por volta dos anos de 1950 começaram a surgir problemas no desenvolvimento do modelo padrão. As teorias de gauge afirmavam que os fótons e os bósons de calibre não deveriam possuir massa. Embora o fóton seja de fato sem massa, os experimentos mostravam que os bósons da força fraca possuíam massa. Isso significava que ou os cálculos da teoria de gauge estavam errados, ou alguma outra coisa - desconhecida - estava dando massa a essas partículas, mas todas as tentativas de sugerir uma teoria capaz de resolver esse problema apenas pareciam criar novas questões teóricas. No final da década de 1950, os físicos não tinham "ideia" de como resolver esses problemas, que eram obstáculos significativos para o desenvolvimento de uma teoria completa para a física de partículas.

### Quebra espontânea de simetria
Na natureza, sistemas que apresentam simetria eventualmente podem quebrá-las de forma espontânea, como no caso do ferromagnetismo. Esse processo é denominado como quebra espontânea de simetria. É o caso de um campo escalar complexo com potencial apresentando simetria rotacional, que pode ser espontaneamente quebrada quando o estado de mínima energia (vácuo) se torna assimétrico. No modelo padrão, esse fenômeno tem grande importância, pois é responsável para geração de massa de algumas partículas elementares, conhecido como Mecanismo de Higgs.
Em 1962, o físico Philip Anderson - especialista em supercondutividade - escreveu um artigo que considerava a quebra de simetria na física de partículas e sugeriu que talvez a quebra de simetria seja a peça que faltava para resolver os problemas da medida de massa na física de partículas. Essa hipótese poderia explicar por que os bósons da Força fraca possuíam massa, ao contrário do fóton.

## O mecanismo de Higgs
Em 1964, François Englert, em conjunto com um colega já falecido, Robert Brout, e Peter Higgs publicaram, independentemente, artigos que davam uma explicação sobre como algumas partículas subatômicas, tais como elétrons e quarks, adquirem massa. Segundo seu trabalho teórico, essas partículas interagiriam com um campo invisível, existente no universo, agora conhecido como o Mecanismo de Higgs, para adquirirem suas massas.

### Campo de Higgs
Há cinquenta anos, os físicos enfrentavam um enorme problema. Eles sabiam que o universo era composto por partículas fundamentais, tais como elétrons, prótons e nêutrons, que serviam como peças para a montagem da matéria. Estas partículas eram governadas por forças, tais como o eletromagnetismo, que as punham em movimento. Entretanto, este Modelo Padrão da física de partículas tinha sérias limitações. Ele não podia explicar porque alguns objetos — tais como os elétrons — tinham massa e outros, tais como os fótons, não tinham. Pelo Modelo Padrão de 1963, nada teria massa e zuniria pelo universo afora na velocidade da luz. Não seria possível a formação de átomos e moléculas e as estrelas, planetas, galáxias e as pessoas não poderiam existir.
É aí que entra em cena um grupo de teóricos — físicos que pretendem descrever a natureza através da matemática — para resolver o problema de porque certas partículas no universo têm massa, enquanto outras não.
A resposta veio com a percepção de que o universo está imerso em campos. Por exemplo, o campo eletromagnético permeia o espaço e faz com que objetos com carga positiva sejam atraídos por outros com carga negativa. As forças eletromagnéticas são exercidas entre os objetos através da troca de fótons.
Na década de 1960, vários teóricos descobriram independentemente que tinham a solução para o enigma das massas para o Modelo Padrão. A solução que eles apresentaram envolvia a existência de outro campo invisível, agora conhecido como Campo de Higgs. Algumas partículas, tais como os fótons, não são afetadas por ele enquanto o atravessam. Outras, tais como os elétrons, experimentam uma resistência a seu movimento, ou inércia, o que lhes confere massa.
“Até a descoberta do Higgs, não havia um fiapo de indício experimental”, comenta Baden, um físico da equipe do CMS no LHC. Em lugar disso, segundo ele, o conceito todo veio de uma solução matemática para um problema, que mostrava como as partículas poderiam adquirir massa.

### O Bóson de Higgs
Vários teóricos descobriram a solução de Higgs. Primeiro, Englert e seu colega Brout, publicaram um artigo que previa esse campo invisível. Peter Higgs, de maneira independente, publicou um artigo que previa que uma partícula, que veio a ser denominada Bóson de Higgs, poderia ser emitida pelo campo, tal como os fótons são emitidos pelo campo eletromagnético. Outro grupo de teóricos, Gerald Guralnik, Richard Hagen e Tom Kibble, posteriormente publicaram independentemente um artigo que predizia o mesmo mecanismo.
Ao longo de décadas, o Higgs permaneceu como a peça que faltava no Modelo Padrão. Ele explicava porque algumas partículas fundamentais tinham massa. No entanto, ele era incrivelmente difícil de detectar. Segundo as previsões, o próprio Higgs tinha massa. E ele era muito pesado, muito mais pesado do que qualquer outra partícula fundamental até então detectada. Para extrair uma partícula do campo de Higgs é necessária uma enorme quantidade de energia.
Somente depois da construção pelo CERN do LHC que os físicos puderam extrair de modo confiável as partículas de Higgs desse campo invisível. O LHC começou a funcionar em 2008.

### Troika de Higgs
Os pesquisadores sugerem que é possível que três tipos de bósons de Higgs de alta energia, conhecidos como Troika de Higgs, existissem durante o período imediatamente antes de uma grande porcentagem de antimatéria desaparecer. Eles sugerem que um fluxo de matéria estava sendo criado pelas três partículas quando elas se deterioraram logo após o nascimento do universo. Muitas dessas partículas que compunham essa matéria se encontrariam com partículas de antimatéria, resultando na aniquilação de ambas. A teoria sugere que a maior parte da antimatéria no universo teria desaparecido, mas haveria matéria suficiente gerada pela Troika de Higgs restante para compreender toda a matéria bariônica observada no universo hoje.

## O Grande colisor de hádrons
O LHC acelera feixes de 500 trilhões de prótons — as partículas positivamente carregadas do núcleo dos átomos — até 99,99999% da velocidade da luz, ou seja, uma energia de 4 teraeletron-volts, ou TeV. É o equivalente à energia de um trem em disparada, concentrada em um raio de prótons subatômicos. O LHC esmaga dois desses feixes, um de encontro ao outro, para criar jorros de partículas. A famosa equação de Einstein, E=mc², diz que a energia pode ser convertida em massa e vice versa. A partir da pura energia dessa colisão, podem emergir novas partículas, totalmente diferentes dos prótons iniciais.
Em 4 de julho de 2012, os físicos das duas colaborações experimentais do LHC, ATLAS e CMS, anunciaram que tinham confirmado a existência de uma partícula parecida com o previsto Higgs. Sua massa aproximada era de 125 gigaelectron volts, ou GeV, muito maior do que qualquer outra partícula fundamental e cerca de 100 vezes mais pesada do que um próton. Durante o ano, os cientistas confirmaram que a partícula observada era mesmo o Higgs. Dados anteriores, obtidos pelo acelerador Tevatron do Laboratório Nacional Fermi, também confirmavam alguns indícios da existência desta partícula.

## Interpretação
Porém, com a confirmação do Higgs, os enigmas do universo estão longe de estarem solucionados. Embora o Higgs possa ser a última peça principal do Modelo Padrão, os físicos entendem que o Modelo Padrão ainda está incompleto. Por exemplo, ele só descreve três das quatro forças fundamentais do universo e deixa de fora a gravidade.
“Em minha opinião, o principal e mais fundamental problema ainda não resolvido, apesar de alguns progressos, é o problema da gravidade quântica, a quantização da gravidade”, declarou Englert, em uma coletiva de imprensa, imediatamente após o anúncio do Prêmio Nobel de 2013.
Englert também lembrou as questões da supersimetria, matéria escura e energia escura, mistérios que ainda estão por resolver.

## Detalhes teóricos
A partícula chamada Bóson de Higgs é de fato o quantum (partícula) de um dos componentes de um campo de Higgs. No espaço vazio, o campo de Higgs adquire um valor diferente de zero, que permeia a cada lugar no universo todo o tempo. Este valor da expectativa do vácuo (VEV) do campo de Higgs é constante e igual a 246 GeV. A existência deste VEV diferente de zero tem um papel fundamental: dá a massa a cada partícula elementar, incluindo o próprio bóson de Higgs. No detalhe, a aquisição de um VEV diferente de zero quebra espontaneamente a simetria de calibre da força eletrofraca, um fenômeno conhecido como o mecanismo de Higgs. Este é o único mecanismo conhecido capaz de dar a massa aos bóson de calibre (particulas transportadoras de força) que é também compatível com teorias do calibre.
No modelo padrão, o campo de Higgs consiste em dois campos carregados neutros e dois componentes, um do ponto zero e os campos componentes carregados são os bósons de Goldstone. Transformam os componentes longitudinais do terceiro-polarizador dos bósons maciços de W e de Z. O quantum do componente neutro restante corresponde ao bóson maciço de Higgs. Como o campo de Higgs é um campo escalar, o bóson de Higgs tem a rotação zero. Isto significa que esta partícula não tem nenhum momentum angular intrínseco e que uma coleção de bósons de Higgs satisfaz as estatísticas de Bose-Einstein.
O modelo padrão não prediz o valor da massa do bóson de Higgs. Discutiu-se que se a massa do bóson de Higgs se encontra, aproximadamente, entre 130 e 190 GeV, então o modelo padrão pode ser válido em escalas da energia toda a forma até a escala de Planck (TeV 1016). Muitos modelos de super-simetria prediziam que o bóson de Higgs teria uma massa somente ligeiramente acima dos limites experimentais atuais e ao redor 120 GeV ou menos. As experiências mais recentes mostram que sua massa está em torno de 125 GeV/c2.

## Medidas experimentais
A massa do bóson de Higgs não foi medida experimentalmente. Dentro do modelo padrão, a não observação de sinais desobstruídos em aceleradores de partícula conduz a um limite mais baixo experimental para a massa do bóson de Higgs de 114.4 GeV no nível da confiança de 95%. Não o bastante, um pequeno número de eventos foi gravado pela experiência do LEP no CERN que poderia ser como resultado de bósons interpretados de Higgs, mas a evidência é inconclusiva. Espera-se entre os físicos que o Grande Colisor de Hádrons, construído no CERN, confirme ou negue a existência do bóson de Higgs. As medidas de precisão observáveis da força eletrofraca indicam que a massa modelo padrão do bóson de Higgs tem um limite superior de 175 GeV no nível da confiança de 95% até a data de março de 2006 (que usam uma medida acima da massa superior do quark).
Dos dados coletados do detector CMS de 2016 a 2018 para obter as medições mais precisas do bóson de Higgs, cientistas relataram o bóson de Higgs decaindo em dois múons.

## Prêmio Nobel de física
Em 8 de outubro de 2013 foi anunciada a atribuição do prêmio Nobel de física ao belga François Englert e ao britânico Peter Higgs "pela descoberta teórica do mecanismo que contribui para a compreensão da origem da massa das partículas subatômicas, cuja existência foi recentemente confirmada ao ser descoberta a partícula fundamental pelos experimentos ATLAS e CMS do Grande Colisor de Hádrons do CERN".

## Partícula de Deus
Fora da comunidade científica, é mais conhecida como a partícula de Deus (do original God Particle) devido ao fato desta partícula permitir que as demais possuam diferentes massas - contudo, a tradução literária do inglês seria "a partícula-Deus". 
Segundo o físico brasileiro Marcelo Gleiser, o título surgiu com o livro do também físico Leon Lederman, que propôs à editora o título Goddamn particle (Partícula maldita), que não tem qualquer vinculação com Deus, e serviria para demonstrar sua frustração em não ter encontrado o bóson de Higgs. Porém Lederman foi convencido a aceitar a mudança por razões comerciais.